# Combinata nordica ai XXIII Giochi olimpici invernali - Gara a squadre
Nella combinata nordica ai XXIII Giochi olimpici invernali la gara a squadre si è svolta nella stazione sciistica di Alpensia il 22 febbraio. 

## Risultati

### Prova di salto
Data: giovedì 22 febbraio 2018

Formula di gara: T NH/4x5 km

Ore: 16.30 (UTC+9)

Trampolino: Alpensia HS140

### Prova di fondo
Data: giovedì 22 febbraio 2018

Ore: 19.20 (UTC+9)

Pista: Alpensia

Lunghezza: 4x5 km